# クリス・ジェームス

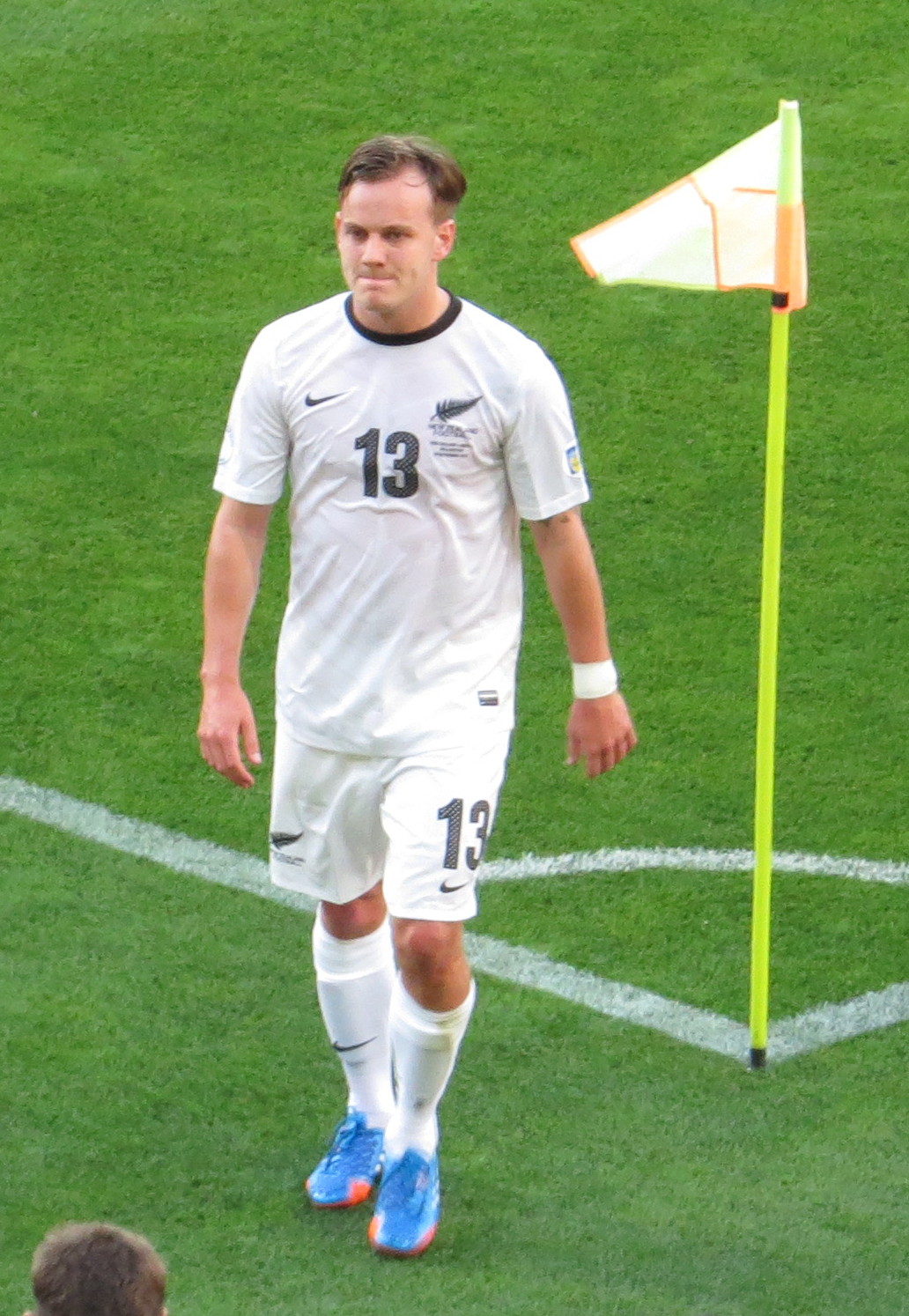
クリス・ジェームス

クリス・ジェームス（Christopher "Chris" Paul James, 1987年7月4日 - ）は、ニュージーランド・ウェリントン出身のサッカー選手。ポジションは攻撃的ミッドフィールダー。

## 経歴
幼少時に家庭の事情でニュージーランドからロンドンに移住し、フラムFCのアカデミーに入団した。頭角を現し、イングランド各ユース年代でコンスタントに代表入りし、約40試合のキャップを記録した。将来のイングランドA代表入りも期待されたが、母国からのラブコールを受け、2006年5月、18歳でニュージーランドフル代表入りした。ブラジル代表との親善試合で代表デビューを果たした。
FIFA U-20ワールドカップやFIFAコンフェデレーションズカップに出場した。
フラムFCとは2006年夏にプロ契約を結んだが、最終的にはトップチームデビューは果たせず、2008年2月にフィンランドのタンペレ・ユナイテッドへ移籍。タンペレとの契約が満了し、2010年3月、リーグ2のバーネットFCへ移籍。

## 所属クラブ
- フラムFC 2004-2008
- タンペレ・ユナイテッド 2008-2009

→  タンペレーン・パロ・ヴェイコト 2008
→  FCイルヴェス 2009
- バーネットFC 2010
- APIAライカート・タイガースFC 2011-2012
- クオピオン・パロセウラ 2012-2013
- CSスダン・アルデンヌ 2014-2015
- エケナスIF 2015
- FCハカ 2016
- コロラドスプリングス・スイッチバックスFC 2017
- イースタン・サバーブズAFC 2017-2018
- KTP 2018-